# Kallikratidas
Kallikratidas eller Kallikratides (grekiska Καλλικρατίδας eller Καλλικρατίδης, latin Callicratidas), var en spartansk krigare, verksam under det peloponnesiska kriget. Kallikratidas erhöll år 406 f.Kr. befäl över den spartanska flottan, tog 30 skepp av den atenska flottan samt innestängde Konon med hans övriga skepp vid Mytilene. Sedan atenarna emellertid hade skickat en ny flotta till undsättning blev Kallikratidas i närheten av Arginusiska öarna invecklad i en drabbning, där han själv omkom och hans flotta upplöste sig i vild flykt.